# Atsinanana
Atsinananaregionen (malagassiska: Atsinanana) är en region i Madagaskar. Den ligger i den centrala delen av landet, 140 km öster om huvudstaden Antananarivo. Antalet invånare är 1 117 100. Arean är 21 934 kvadratkilometer.
Terrängen i Atsinananaregionen är varierad.
Atsinananaregionen delas in i:
- Brickaville
- Vohibinany
- Toamasina I
- Toamasina II

Följande samhällen finns i Atsinananaregionen:
- Toamasina
- Mahanoro
- Marolambo
- Vohibinany
- Ampasimanolotra
- Andovoranto
- Mahavelona